# Велико Зимбабве
Велико Зимбабве (на английски: Great Zimbabwe), наричано още Старо Зимбабве, е бивш град в развалини, отстоящ на 39 km от град Мосвинго в област Масвинго, Зимбабве. Развалините са най-големият каменен обект в Африка южно от Сахара.

## История
Името Зимбабве в зависимост от диалекта означава „големи каменни къщи“ или „почитани къщи“. Градът, разположен върху едноименното плато, е бил столицата на изчезналата империя Мономотапа, която, освен територията на днешно Зимбабве, е обхващала и части от Мозамбик.
Велико Зимбабве в периода от XI до XV век има до 18 хиляди жители. Палатът в него е използван от монарсите на Зимбабве за център на властта. Богатството на столицата се основава на отглеждане на добитък, добив на злато и търговия.
За това, че вероятно е бил духовен център на империята, се съди по откритите в развалините скулптури, наречени птици Зимбабве. Те са изработени от стеатит. Птицата зимбабве се използва в монетите и герба на Зимбабве.
Велико Зимбабве е включен в Списъка на световното културно и природно наследство на ЮНЕСКО от 1986 г.

## Разположение
Велико Зимбабве се намира върху плато на надморска височина от 1140 m. Тази височина е причина областта да бъде предпазена от разпространението на африканска трипанозомоза (или сънна болест), което е заболяване на хора и животни, предизвиквано от паразита Tripanosoma brucei – еукариот, пренасян от мухи цеце, които не живеят на тази надморска височина.

## Архитектура
На 2 km северно започва природен парк. Наличните руини на града покриват площ от 7 km² и са разделени на 3 области:
- Hill Complex, лежащ с 27 m по-високо, означаван като Акрополис или планинско укрепление,
- Valley Complex и
- елипсовидно заграждение, така наречения Great Enclosure (наречен още храм).

Стените на Велико Зимбабве са построени от гранитни блокове без използване на хоросан. Голямата стена има в основата си дебелина 5 m, височина 9 m и обща дължина 244 m. Сухата зидария е без ъглови връзки. Тези стени никога не са имали покрив. Те са заграждения, в които са били изградени къщи от глина и дърво.

## Галерия
- Конусната кула
- Голямата ограда
- Голямата ограда (близък план)
- Голямата ограда (далечен план)
- Комплексът на върха, поглед отдолу
- Дървен трегер на прохода